# Climateprediction.net
 (avril 2017).
Si vous disposez d'ouvrages ou d'articles de référence ou si vous connaissez des sites web de qualité traitant du thème abordé ici, merci de compléter l'article en donnant les références utiles à sa vérifiabilité et en les liant à la section « Notes et références ».
 (février 2024).
Climateprediction.net, ou CPDN, est un projet de calcul distribué destiné à étudier et à réduire les incertitudes en modélisation climatique. Son principe est de calculer des centaines de milliers de modèles différents (un large ensemble climatique) en utilisant la puissance de calcul non utilisée d'ordinateurs personnels en fonctionnement. Ainsi, le but est d'atteindre une meilleure compréhension de la façon dont de petites modifications dans les paramètres connus pour influencer le climat global peuvent affecter les modèles climatiques.
Le projet dépend du système de calcul distribué utilisant la plate-forme BOINC (Berkeley Open Infrastructure for Network Computing) par laquelle des bénévoles acceptent de calculer des parties du projet sur leurs ordinateurs personnels ou professionnels après avoir reçu ces tâches à traiter d'un serveur central.
Cette expérience, menée par l'université d'Oxford en Angleterre, a rassemblé plus de puissance de calcul et généré plus de données que n'importe quel autre projet de modélisation climatique. Elle a produit plus de 23 millions d'années modèle de données avant 2008. En janvier 2008, il y a plus de 145 000 participants de 201 pays dans le monde. Le total des crédits BOINC atteint les 4,5 milliards.

## Objectifs
L'objectif de climateprediction.net est d'étudier les approximations et les hypothèses qui peuvent être faits dans les modèles de prévisions les plus récents.
En multipliant le nombre de modèles grâce au nombre d'ordinateurs participant et en modifiant légèrement les paramètres, les scientifiques espèrent arriver à un modèle d'évolution fiable en fonction des taux réels des composants de l'atmosphère. Cette approche, liée au calcul partagé, permettra d'atteindre une fiabilité inégalée.

## Historique
- 1999 : la revue Nature publie un article de Myles Allen intitulé « Do-it-yourself climate prediction ». (faites-le vous-même, prévision du climat).
- 2000 : David Stainforth (Université d'Oxford), le Met Office, le Laboratoire Rutherford Appleton et la University of Reading s'impliquent activement.
- 2001 : le projet Casino-21, en référence aux simulations de Monte Carlo et au XXIe siècle, devient ClimatePrediction.com.
- 2002 : grâce au financement du NERC (Natural Environment Research Council) et la DTI (Department of Trade and Industry), le projet prend de l'ampleur et obtient une expertise de la part de l'Open University, du KMi et de l'Oxford University Computing Laboratory (ComLab).
- 2002 : le projet fut changé en ClimatePrediction.net pour bien montrer l'aspect non commercial du projet.
- Fin 2002 : Alpha-test
- Printemps 2003 : Beta-test
- 12 septembre 2003  : lancement public complet avec un intérêt public écrasant - 25 000 utilisateurs enregistrés à travers le monde dès le premier week-end !
- Juin 2004 : lancement d'une extension à l'expérience d'origine. Construite autour de la publicité accompagnant la sortie dans tous les cinémas du monde du film Le Jour d'après (The Day After Tomorrow), cette nouvelle expérience étudie les effets du ralentissement de la circulation thermohaline (THC) sur le climat mondial.
- 30 juillet 2004 : première journée portes ouvertes.
- 26 août 2004 : migration vers BOINC (Berkeley Open Infrastructure for Network Computing). Le client BOINC est utilisable sous Windows, Linux et Mac OS X.
- 2 mars 2005 : le projet totalise 5 millions d'années modèles calculées.
- Août 2005 : un modèle de cycle de soufre a été lancé. Ils étaient plus longs à calculer que les modèles originaux car ils ont cinq phases au lieu de trois. Chaque étape de calcul était aussi plus compliquée.
- Novembre 2005 : le nombre de modèles calculés atteint 45 914 pour les modèles classiques, 3 455 pour les modèles de circulation thermohaline, 85 685 pour les modèles calculés sur BOINC et 352 pour les modèles de cycle de soufre.
- 23 décembre 2005 : le projet totalise 10 millions d'années modèles calculées.
- Février 2006 : le projet a évolué vers des modèles climatiques plus réalistes. Une expérience "BBC Climate Change" a été inaugurée, attirant près de 23 000 participants dès le premier jour. L'expérimentation permet de tester un modèle entre 1920 et 2000 puis de faire des prévisions entre 2000 et 2080. Ce modèle est beaucoup plus long. La BBC fit une grande promotion au projet recueillant plus de 120 000 ordinateurs participants dans les trois premières semaines.
- Mars 2006 : un modèle de grande résolution a été publié comme nouveau projet; le projet "Seasonal Attribution".
- Avril 2006 : les modèles couplés ont eu un problème dans les données entrées. Le travail a été utilisé avec un but différent qu'escompté. De nouveaux modèles doivent être créés.[1]
- 9 janvier 2007 : le projet totalise 20 millions d'années modèles calculées.

## Déroulement de l'expérience
Chaque modèle se compose de 4 phases.
- Phase 1 : étalonnage.
- Phase 2 : niveau de dioxyde de carbone pré-industriel.
- Phase 3 : doublement du niveau de dioxyde de carbone.
- Phase 4 : circulation thermohaline (Retournement à grande échelle des océans mondiaux). Cette phase fut disponible en 2004 seulement avec le logiciel classique et pas avec le logiciel BOINC.

## Résultats
Les premiers résultats de l'expérience ont été publiés dans Nature en janvier 2005 et montrent qu'avec de petits changements plausibles dans les paramètres, les modèles peuvent montrer des modifications de la température allant de moins de 2 °C à plus de 11 °C (Cf abstract ou full version or Explanation). Les modifications de température les plus importantes ont été dénoncées comme non plausibles. Par exemple par Gavin Schmidt (un spécialiste de la modélisation du climat travaillant pour le NASA Goddard Institute for Space Studies à New York)..
Au 25 décembre 2004, près de 54 000 modèles différents avaient été terminés par plus de 26 000 machines participantes. Au 2 mars 2008, 283 704 machines participent au projet ClimatePrediction.net et 136 484 à l'initiative BBC Climate Change Experiment de soutien au projet ClimatePrediction.net et désormais non disponible pour de nouveaux utilisateurs.
Ces résultats ont permis de déterminer une hausse de la température globale d'environ 2 °C durant la phase de doublement du dioxyde de carbone.